# Tsuchigumo

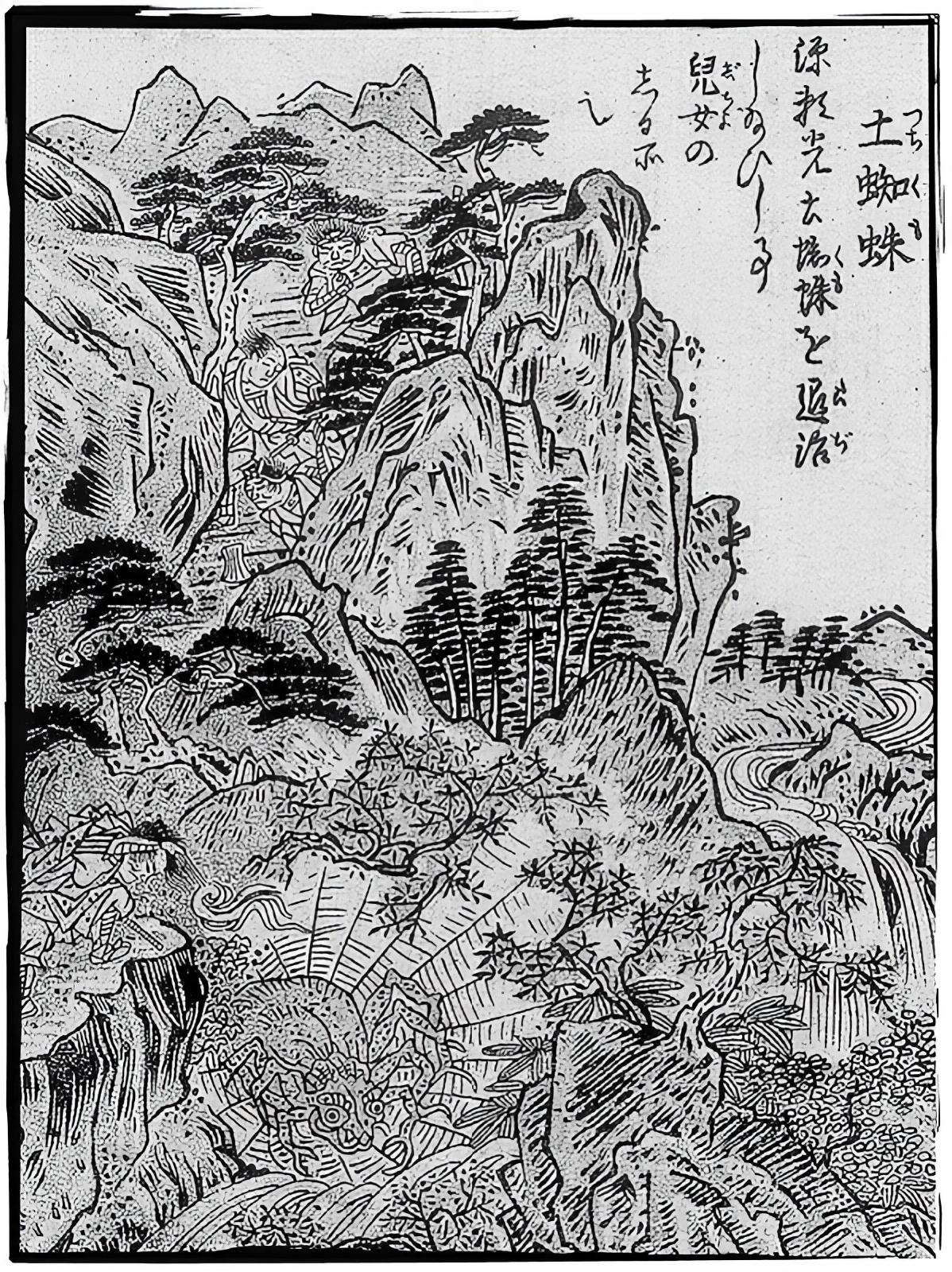
Tsuchigumo

Tsuchigumo(土蜘蛛), tradus literal ca „păianjen de pământ, de glod, de murdărie” este un termen depreciativ folosit în Japonia istorică pentru clanurile renegate locale și numele unei specii de yokai asemănătoare păianjenului în folclorul japonez. Nume alternative pentru Tsuchigumo din mitologie sunt yatsukahagi (八握腁) și ōgumo (大蜘蛛), adică „păianjen uriaș”. În Kojiki și Nihonsoki, a fost menționat cu sinonimul omofon 都知久母, iar aceste cuvinte au fost folosite și în Mucu, Ecsigo, Hitachi, Szeccu, Büngo și Hidzen fudokia.
Numele japonez pentru tarantulele mari care locuiesc pe pământ, ochuchigumo, a fost numit după asemănarea sa cu creatura mitică, mai degrabă decât după numele tarantulei. Nu există nicio specie nativă de tarantula în Japonia, așa că asemănările dintre creatura mitică și creatura reală (păianjeni uriași care se ascund în vizuini subterane) sunt pur întâmplătoare. Cu toate acestea, în timpul renașterilor ulterioare, s-a stabilit că mitul se referă în mod specific la un păianjen cu corpul asemănător unui tigru, ceea ce a condus la concluzia că aspectul său a fost într-o oarecare măsură influențat de păianjenul pasăre chinez, care este adesea denumit „tigrul de pământ”, în habitatul său natural, datorită corpului său păros, dungi și a tendințelor agresive.

## Tsuchigumo de-a lungul istoriei
Potrivit lui Motoori Norinaga, un istoric din vechime, în Japonia antică, termenul Tsuchigumo a fost folosit ca un termen derogatoriu pentru nativii care nu au arătat loialitate față de Împăratul Japoniei.
Până în ziua de azi, este o chestiune de dezbatere dacă numele creaturii mitice asemănătoare unui păianjen sau al clanurilor istorice a fost primul. O teorie se bazează pe cunoașterea că, la începutul celor mai vechi înregistrări istorice, cei care au purtat război împotriva curții imperiale erau numiți onis. Nu numai din dispreț, ci și pentru a-i face pe dușmanii curții să pară răi numindu-i demoni. Tsuchigumo era probabil deja o legendă existentă, dar obscură, aleasă ca termen pentru a face amenințările la adresa imperiului să pară mai mici, motiv pentru care a devenit mai târziu populară. Se dovedește că termenul tsuchigumo provine dintr-un termen derogator mai vechi tsuchigomori (土隠; tsuchigomori), care se traduce aproximativ prin „cei care se ascund în subteran”. Acest termen se referă la obiceiurile comune în rândul clanurilor rurale, cum ar fi utilizarea sistemelor de peșteri existente sau crearea de movile de pământ goale pentru locuințe și scopuri de război. Acest lucru poate indica faptul că utilizarea acestui nume pentru a desemna clanurile renegate poate să fi început ca o glumă, iar de-a lungul timpului specia de păianjen inteligent, uneori în formă umană, care a apărut în urma acestor zboruri, a devenit legende, la început ca alegorie, mai târziu ca un mit.
În următoarele exemple, care sunt preluate din relatări istorice antice, se pare că termenul cucsigumo a fost folosit pe scară largă pentru a descrie bandiți cunoscuți, rebeli, lideri de clanuri indisciplinați sau chiar pentru a descrie clanuri întregi. Deși în unele cazuri nu este complet clar în ce sens a fost folosit. Utilizarea sa ca termen simbolic a însemnat că persoana sau clanul în cauză a sfidat autoritățile imperiale într-o manieră ascunsă, dar consecventă, de obicei prin război de gherilă sau încercând în mod activ să evite detectarea.

### Legenda lui Tsuchigumo de pe Muntele Kacuragi
Printre clanurile numite Chuchigumo, cei care au trăit pe Muntele Yamato Kacuragi sunt deosebit de cunoscuți. Se crede că Altarul Kacuragi Hitokotonusi (葛城一言主神社; Katsuragi Hitokotonushi Jinja) este rămășițele în care împăratul Jinmu a capturat gumii și le-a îngropat capetele, trupurile și picioarele separat pentru a preveni împlinirea blestemului lor asupra celor vii.
Caracteristica unică a Chugums care trăiesc în provincia istorică Yamato a fost că erau oameni cu cozi de animale. În Nihonsoki, fondatorul lui Josino no Futo (吉野首; Yoshi no Futo) a fost descris ca având o „coadă strălucitoare”, iar fondatorul lui Joshino no Kudzu (国樔; Yoshino no Kuzu) ar avea „cozi și stânci”. a venit furat (磐石, iwa)”, prezentându-i astfel pe nativi ca ființe non-umane. Chiar și în Kojiki, deși aveau trăsături comune cu oamenii din Osaka (忍坂) (acum Orașul Sakurai), în această lucrare ei au fost descriși ca „tucks care au crescut cozi”.

### Însemnări despre generația Keiko și despre alții
Există un articol în Hidzen no Kunyi Fudoki care afirmă că atunci când împăratul Keiko a făcut o vizită imperială pe Insula Siki (志式島, Insula Hirado) (avea 72 de ani în legendă), expediția a găsit două insule în mijlocul mării. Ei au descoperit că tsuchigumo Ómimi (大耳; tsuchigumo Oomimi) trăiește pe insula mai mică, iar Taremimi (垂耳) trăiește pe insula mai mare. Când amândoi au fost prinși și pe cale să fie executați, Ómimi și Taremimi și-au plecat frunțile până la pământ și au implorat „de acum înainte vom face ofrande împăratului”, apoi și-au prezentat peștele și au cerut iertare.
De asemenea, în Bungo no Kunyi Fudoki, au apărut o mulțime de gumo diferite, cum ar fi: Prințul Muntelui Icuma (五馬山; Itsuma-yama) Icuma-hime (五馬姫; Itsuma-hime), Uchisazaru (打猴; Uchisaru) ), Unaszaru (頸猴; Unasaru), Yata (八田), Kunyimaro (國摩侶; Kunimaro), Negi Field (禰宜野) Amasino (網磯野; Amashino), Sinokaoza (小竹鹿奇奿)宜野) ; Shinokaomi), Peștera Nedzumi (鼠の磐窟) Ao (青) și Shiro (白; Shiro). Pe lângă acestea, mai este și povestea lui Tsuchigumo Yasome (土蜘蛛八十女; Tsuchigumo Yasome), care a făcut pregătiri pentru a se opune Curții Imperiale, dar a fost complet învins. „Yaso” (八十), înseamnă literal optzeci, este o semnificație simbolică a „mulți”, deși această poveste vrea să arate câte femei lideri au încercat să se opună Curții Imperiale Yamato și s-au întâlnit eroic cu soarta lor, deoarece au preferat moartea pe partea poporului lor. În poveste, Yaso, o căpetenie locală, era extrem de populară în rândul oamenilor, alegându-și aliații dintre cei care s-au opus forțelor imperiale. Locația lui Cucsigumo Jaszome a fost raportată împăratului, dar din cauza eforturilor ei, acesta a iertat-o.
Potrivit scrierilor, în timpul celui de-al 12-lea an al domniei sale în Nihonsoki, împăratul Keiko (82 de ani în legendă) a sosit în orașul Hayami, Okita (acum Ōita) în octombrie, într-o iarnă devreme și a auzit de la regina care a trăit. acolo, Hajatsuhime (速津媛; Hayatsuhime) că există o peșteră mare în munți numită Peștera Nedzumi, unde locuiau doi oameni dolofan, Shiro și Ao. În Negino (禰疑野) au informat că mai sunt trei tsuchigumo pe lângă aceștia, care au fost numiți Uchizaru (打猿Ł; Uchizaru), Yata (八田) și Kunyimaro (国摩侶, 国麻呂; Kunimaro). Acești trei aveau mulți aliați și nu urmau ordinele împăratului.

## Yokai Tsuchigumo

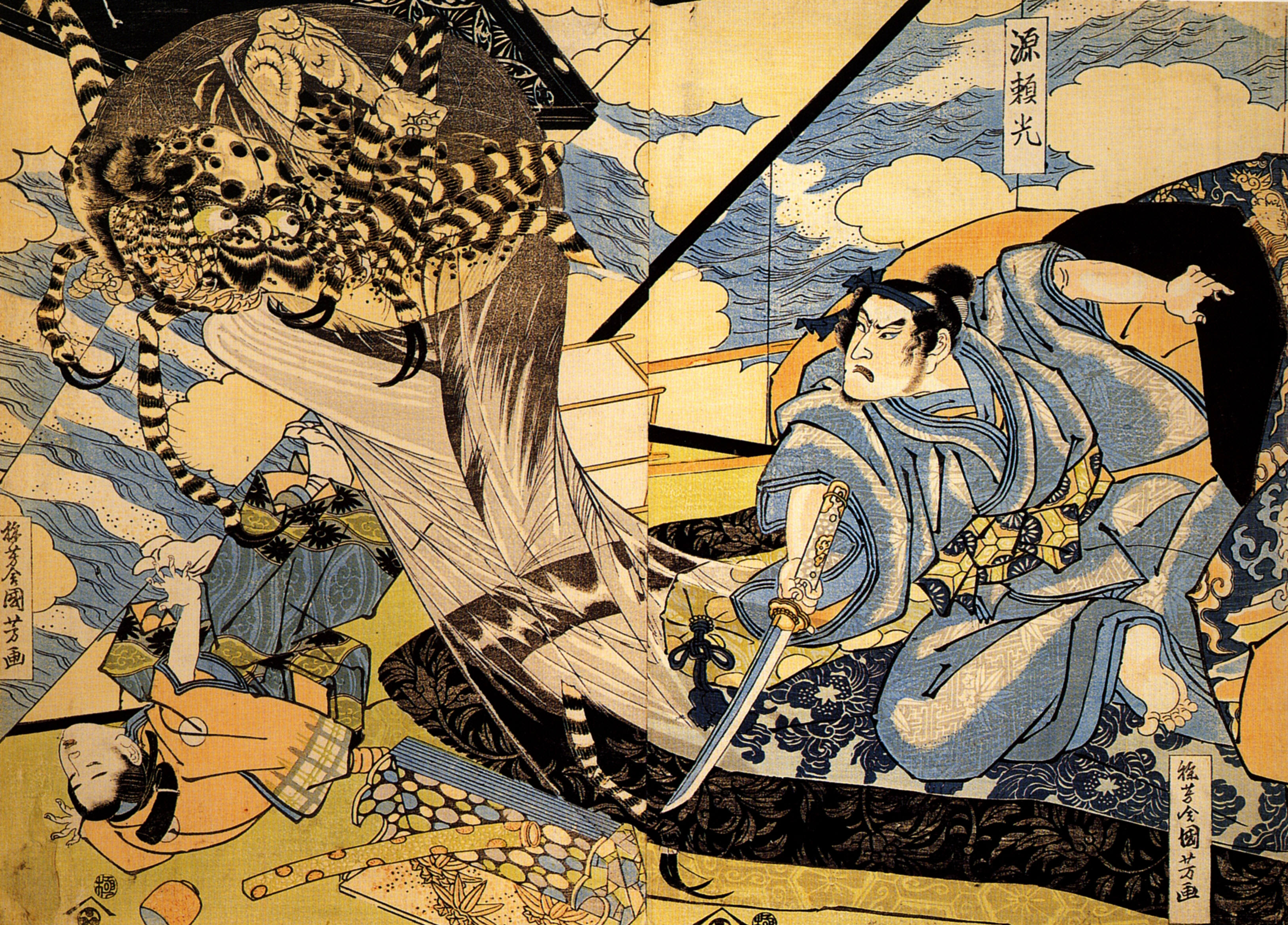
Minamoto no Jorimitsu

Cu timpul, Tsuchigumo a devenit și yōkai. În fața oamenilor, a apărut cu chip demonic, trup de tigru, brațe și picioare de păianjen, purtând haine uriașe. Cei care locuiau în munți capturau călătorii folosind lațuri și apoi îi devorau.

În Tsuchigumo Soushi (土蜘蛛草紙), care a fost scris în secolul al XIV-lea, Tsuchigumo este un monstru apărut în capitală. Comandantul Minamoto no Yorimitsu a trăit la mijlocul perioadei Heian și devenise cunoscut pentru uciderea monstrului Shuten-doji (Băiatul beat). El și vasalul său Watanabe no Tsuna se îndreptau către Ținutul Rendai (蓮台野), un munte la nord de Kyoto, când au văzut un craniu zburător. Lui Yorimitsu și tovarășilor săi i s-a părut ciudat, așa că l-au urmărit și apoi au ajuns la o clădire veche, unde au apărut mai mulți yōkai anormali și i-au chinuit pe Yorimitsu și pe tovarășii săi. În zori, o femeie foarte frumoasă a încercat să-i prindă în mreje, dar Yorimitsu a rezistat și a despicat-o cu sabia. Femeia a dispărut, lăsând în urmă o dâră de sânge alb. Au mers pe urme până când au ajuns la o peșteră aflată într-o crăpătură a muntelui, unde locuia un păianjen uriaș, care era adevăratul chip al tuturor monștrilor care apăreau în casa ruinată. După o luptă îndelungată, Yorimitsu a tăiat capul păianjenului și din stomacul acestuia s-au revărsat căpățânile a 1.990 de morți. Alți nenumărați păianjeni mai mici i-au apărut din vintre și, în timp ce luptîtorii continuau să răscolească prin măruntaie, au descoperit încă 20 de cranii.